# Anasimyia
Anasimyia je rod močvarnih lebdećih muva sa vodenim larvama. Rod se ranije smatrao podrodom sličnim Lejops, a nedavno je uzdignut u rod. U Srbiji žive četiri vrste iz ovog roda.

## Vrste
- Anasimyia anausis
- Anasimyia annulipes (Macquart, 1850)
- Anasimyia bilinearis (Williston, 1887)
- Anasimyia borealis (Cole, 1921)
- Anasimyia chrysostoma (Wiedemann, 1830)
- Anasimyia contracta Claussen & Torp, 1980[6]
- Anasimyia diffusa Locke, Skevington & Vockeroth, 2019
- Anasimyia distincta (Williston, 1887)
- Anasimyia femorata Simic, 1987
- Anasimyia grisescens (Hull 1943)
- Anasimyia interpuncta (Harris, 1776)
- Anasimyia inundata (Violovitsh, 1979)[7]
- Anasimyia japonica (Shiraki, 1930)[7]
- Anasimyia lineata (Fabricius, 1787)
- Anasimyia lunulata (Meigen, 1822)
- Anasimyia matutina Locke, Skevington & Vockeroth, 2019
- Anasimyia perfidiosus (Hunter, 1897)
- Anasimyia smirnovi (Stackelberg, 1924)[7]
- Anasimyia subtransfugus (Stackelberg, 1963)[7]
- Anasimyia transfuga (Linnaeus, 1758)

## Galerija
- Anasimyia contracta
- Anasimyia interpuncta
- Anasimyia lineata